# Bupleurum dianthifolium
Il bupleuro di Marettimo (Bupleurum dianthifolium Guss., 1832) è una pianta appartenente alla famiglia delle Apiaceae (o Umbelliferae), endemica dell'isola di Marettimo.

## Descrizione
È una pianta perenne camefita suffruticosa, alta 15-40 cm. 

Cresce in cespugli a forma di cuscino che si inseriscono con fusti legnosi nelle fenditure rocciose. 
Ha foglie basali parallelinervie, lanceolato-lineari, coriacee, lunghe circa 20 mm; le foglie cauline sono ridotte di dimensioni (8-15 mm). I fiori sono riuniti in ombrelle racemose. Fiorisce in maggio-giugno.

## Distribuzione e habitat
Questa specie è considerata un paleoendemismo, il che significa che in passato era molto più ampiamente diffusa di quanto non sia oggi; probabilmente cresceva in molte zone montuose del Mediterraneo quando l'intera regione aveva un clima tropicale.
Attualmente è un endemismo esclusivo dell'isola di Marettimo, nell'arcipelago delle Egadi.

Ne esistono solo poche stazioni sulle rupi calcaree della parte settentrionale dell'isola (20–600 m s.l.m.), in un'area complessiva di circa 5 km².

## Conservazione
La Lista rossa IUCN classifica Bupleurum dianthifolium come specie in pericolo critico di estinzione (Critically Endangered).